# Morigny
Morigny é uma comuna francesa na região administrativa da Normandia, no departamento Mancha. Estende-se por uma área de 4,33 km². Em 2010 a comuna tinha 79 habitantes (densidade: 18,2 hab./km²).